# 耶路撒冷的犹士都
犹士都一世（Justus I）是一名生活在公元二世纪的犹太基督教领袖，大部分基督教分支尊其为第三任耶路撒冷牧首，在任时期为公元107年－113年间。他可能是耶稣胞弟公义者雅各之子。犹士都的瞻礼日为每年的11月24日。